# Mayagüez Arriba (Mayagüez)
Mayagüez Arriba es un barrio ubicado en el municipio de Mayagüez en el estado libre asociado de Puerto Rico. En el Censo de 2010 tenía una población de 5341 habitantes y una densidad poblacional de 800,84 personas por km².

## Geografía
Mayagüez Arriba se encuentra ubicado en las coordenadas 18°12′20″N 67°7′15″O / 18.20556, -67.12083. Según la Oficina del Censo de los Estados Unidos, Mayagüez Arriba tiene una superficie total de 6.67 km², de la cual 6.66 km² corresponden a tierra firme y (0.08%) 0.01 km² es agua.

## Demografía
Según el censo de 2010, había 5341 personas residiendo en Mayagüez Arriba. La densidad de población era de 800,84 hab./km². De los 5341 habitantes, Mayagüez Arriba estaba compuesto por el 76.45% blancos, el 9.57% eran afroamericanos, el 1.7% eran amerindios, el 0.13% eran asiáticos, el 0.04% eran isleños del Pacífico, el 8.74% eran de otras razas y el 3.37% pertenecían a dos o más razas. Del total de la población el 97.64% eran hispanos o latinos de cualquier raza.